# Celio Probato
Celio Probato (latino: Caelius Probatus; fl. 351) è stato un politico romano di età imperiale, che ricoprì la carica di praefectus urbi di Roma dal 12 maggio al 7 giugno 351.
La brevità della magistratura di Probato e la quasi coincidenza tra la durata della sua carica (26 giorni) e quella della ribellione dell'usurpatore Nepoziano (28 giorni) ha fatto ritenere che la sua sia stata una nomina voluta proprio da Nepoziano. Il predecessore di Probato, Aurelio Celsino, sarebbe morto difendendo la città di Roma dalle truppe dell'usurpatore, che avrebbe assunto il potere il 10 maggio, nominando Probato due giorni dopo; Nepoziano sarebbe poi stato sconfitto e ucciso da Marcellino – generale di Magnenzio – il 7 giugno, e Probato sarebbe stato immediatamente deposto e sostituito nella carica da Clodio Celsino Adelfio.